# Sigurd Slembe

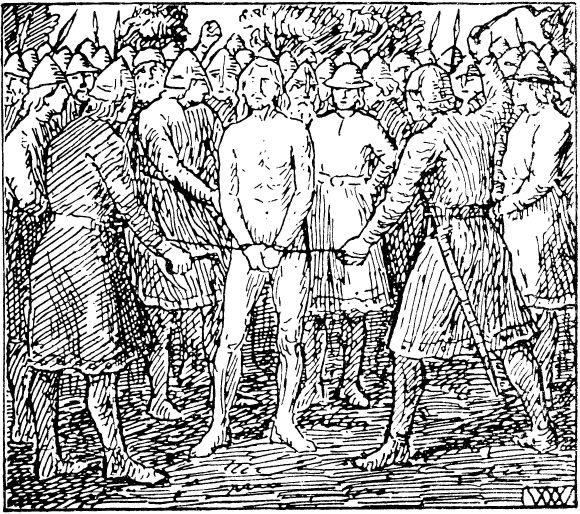
Sigurd Slembe pinas till döds.

Sigurd Magnusson Slembe, född ca 1100, död 1139 i Holmengrå, var en norsk tronpretendent, men lyckades aldrig få den norska adelns stöd för att vinna kronan.

## Biografi
Under tiden för inbördeskriget, dödade Slembe Harald Gille, men även om han fick med sig Magnus den blinde, lyckades han aldrig få den norska adeln på sin sida för att vinna kronan. Den ledande adeln samlades bakom Haralds söner Inge Krokrygg och Sigurd Munn, och Sigurd Slembe besegrades i slaget vid Holmengrå.
Sigurd påstods vara son till kung Magnus Barfot, i vilket fall han skulle ha varit halvbror till kungarna Sigurd Jorsalfare, Öystein Magnusson, Harald Gille och Olav Magnusson. Om uppgiften, att han var son till Magnus och Tora Saksesdatter från Trøndelag är riktig, var han både halvbror och kusin med Olav Magnusson, som hade Toras syster som mor. Sigurd uppfostrades i södra Norge av prästen Adalbrikt, i tron att han var Adalbrikts son.
Sigurd gjorde karriär i Skottland och på Orkneyöarna. Hans fru Audhild Torleivsdatter tillhörde en mäktig familj i Caithness och var kusin till orknøyjarlarna Harald Slettmåle och Pål. Sigurd hjälpte Harald jarl i striden mot dennes halvbror Paul, och gick senare i tjänst som härförare för kung David i Skottland. Händelserna i Skottland och Orkneyöarna kan tidsbestämmas av att David blev kung 1124 och att Harald dog 1128. Senare skall Sigurd ha rest som pilgrim till Jerusalem och Rom, besökt Grekland, Frankland och Saksland, och rest som handelsman till Island. Sagan berättar att Sigurd under resan, troligen i Rom, skulle ha "fått gudsdom" om att han var prins.
Borgarkrigstiden i Norge hade tagit sitt första kungliga offer i januari 1135, när Harald Gille tog Magnus (senare känd som Magnus den blinde) som fånge i Bergen. Magnus lemlästades och placerades på Munkholmen (då Nidarholm) utanför Trondheim. Under senhösten 1136 blev Harald uppsökt i Bergen av Sigurd Slembe, som ställde honom inför samma "familjefråga" som Harald själv hade tillfogat kung Sigurd Jonsalfare: Han sade att han var son till Magnus Barfot och krävde kungligt namn som Haralds bror. Harald svarade genom att anklaga Sigurd Slembe för att ha dödat Torkjell fostre från Orkneyöarna. Något senare uppsökte Sigurd och "några män" kungen medan han sov hos sin frilla Tora Guttormsdatter. Här tog de livet av honom, natten mellan 13 och 14 december. Sigurd Slembe tog på sig mordet, och krävde att tas till kung. Men eftersom mordet skedde i hemlighet (lönnmord) blev han och hans män i stället dömda till fredlöshet och jagade från Bergen.
Sigurd lät sig sedan krönas till kung på tinget i Nordhordland, Sogn och Fjordane. Den ledningsvana krets som hållit i de politiska tyglarna under Harald Gilles dagar, ville dock inte att släppa taget om makten. Haralds son med Tora, Sigurd Munn (då tre–fyra år gammal) var hos fosterföräldrar i Trøndelag och från Bergen sändes en kurir dit, där man bad att han skulle tas till kung på tinget. Änkedrottning Ingerid gifte sig senare med en av de adelsmän som stödde Sigurd. Sigurd drog ändå till Nidaros och hämtade den nu munkvigde kung Magnus den blinde ur klostret. Sagan vill påskina att det var mot Magnus vilja. I namn av kung Magnus krävde Sigurd kungamakten. Samtidigt sörjde Ingerid för att hennes egen son Inge (då två år) valdes till kung på Borgartinget. Så gick det att samla en allians som kunde stå emot Sigurd Slembe och Magnus den blinde. Efter att ha hämtat Magnus drog Sigurd först till västerhavsöarna, återvände sommaren 1137, men misslyckades och for till Danmark. Från sommaren 1138, bedrev han med en liten här röveri och/eller gerillakrig mot flera delar av den norska kusten, både i Viken och Hålogaland.
I slaget vid Holmengrå 1139 förlorade Magnus och Sigurd mot Haralds söners här, inte minst eftersom den danska hären som stod för 18 av Sigurds 30 fartyg flydde efter den första skärmytslingen. Magnus den blinde föll. Sigurd Slembe ledde hären, men tillfångatogs och torterades brutalt till döds. Enligt sagan reciterade han Davids psalmer hela tiden som plågorna pågick, och den enda gång man hörde honom klaga, var när ryggen bröts.
De viktigaste källorna till Sigurds biografi är en dikt av islänningen Ivar Ingemundsson och Eirik Oddssons biografimanuskript Hryggjarstykki. Båda införlivades i Morkinskinna, och användes av Snorre Sturlasson när han skrev om Sigurd Slembe i Magnus den blindes och Harald Gilles saga (Saga Magnús blinda ok Haralds gilla) samt Konung Inges och hans bröders saga (Saga Inga Haraldssonar ok brœðra hans) i Heimskringla. En annan källa är Orkneyinga saga.